# アウトライン (企業)
株式会社アウトラインは、横浜市に本社を置き、代表　小林広和によって設立された、パーソナルトレーニングジムを展開している企業である。

## 沿革
2018年
女性専用パーソナルジムOUTLINE（アウトラインジム）を立ち上げる
2019年
店舗展開を順調に行い、8/20に株式会社アウトラインを設立し、現在までに関東を中心に12店舗を運営
2020年
東証一部上場企業の株式会社ネットマーケティングが運営する、国内最大級のパーソナルジム比較メディアサイト「みんなのパーソナルジム」にて、監修者として担当
2021年
積極的な店舗展開で、関東を中心にさらに関西中国地方を含めた、約40店舗の店舗拡大に成功。女性専用パーソナルジムの店舗数としては、国内最大級に成長。